# Leignes-sur-Fontaine
Leignes-sur-Fontaine is een gemeente in het Franse departement Vienne (regio Nouvelle-Aquitaine) en telt 528 inwoners (2004). De plaats maakt deel uit van het arrondissement Montmorillon.

## Geografie
De oppervlakte van Leignes-sur-Fontaine bedraagt 33,4 km², de bevolkingsdichtheid is 15,8 inwoners per km².
De onderstaande kaart toont de ligging van Leignes-sur-Fontaine met de belangrijkste infrastructuur en aangrenzende gemeenten.

## Demografie
Onderstaande figuur toont het verloop van het inwonertal (bron: INSEE-tellingen).